# 替米沙坦/氨氯地平
替米沙坦/氨氯地平（Telmisartan/amlodipine）用於治疗高血壓。它是血管紧张素II受体拮抗剂ー替米沙坦与钙通道阻滞剂ー氨氯地平的口服複方藥。
常見的副作用包括頭暈、腫脹和背痛。严重副作用包括可能低血壓、腎功能衰竭、電解質不平衡和心肌梗死。怀孕期使用可能對婴儿有害。替米沙坦會阻断血管紧张素II，而氨氯地平则會减少钙离子进入平滑肌和心肌=。
替米沙坦/氨氯地平于 2009 年在美国取得医疗使用許可。名列世界卫生组织基本药物标准清单。 已有學名药流通於市。